# Vielle-Adour
Vielle-Adour är en kommun i departementet Hautes-Pyrénées i regionen Occitanien i sydvästra Frankrike. Kommunen ligger i kantonen Séméac som tillhör arrondissementet Tarbes. År 2022 hade Vielle-Adour 488 invånare.

## Befolkningsutveckling
Antalet invånare i kommunen Vielle-Adour
| Referens: INSEE |